# Avril 2011

## Faits marquants
- 2 avril : le mème Nyan Cat, créé par Christopher Torres, voit le jour.
- 4 avril : Cu Huy Ha Vu est condamné à sept ans de prison.
- 7 avril : fusillade de Realengo au Brésil.
- 9 avril : Fusillade d'Alphen-sur-le-Rhin aux Pays-Bas.
- 11 avril : attentat à Minsk en Biélorussie.
- 17 avril : élections législatives en Finlande.
- 21 avril: affaire Dupont de Ligonnès en France.
- 25 avril au 28 avril : éruption de tornades aux États-Unis, l'une des plus meurtrières de ce pays.
- 27 avril : assassinat de Jean Meyer lors d'un attentat raté à l'Aéroport International de Bâle-Mulhouse en France.
- 28 avril : attentat à Marrakech au Maroc.
- 29 avril : mariage du prince William et de Catherine Middleton à Londres (Royaume-Uni).

### Télévision
- 1er avril : arrivée des chaines Disney Channel France et Disney Channel +1 sur l'ensemble des bouquets ADSL français

## Décès
Famille Dupont de Ligonès sauf le père